# Into the Half Moon
Into the Half Moon è il primo album in studio del gruppo alternative metal statunitense 10 Years, pubblicato nel 2001 in maniera indipendente.

## Tracce
1. Fallaway – 3:31
2. Vicious (Parasite) – 4:10
3. Angelic – 4:37
4. What the Fuck – 4:33
5. When Will You Breathe? – 4:47
6. Try Again – 3:22
7. Nightingale – 6:05
8. Riptide – 3:32
9. Dragonfaith – 4:46

## Formazione
- Mike Underdown (accreditato Micheal Lee) - voce
- Ryan "Tater" Johnson - chitarre
- Matt Wantland - chitarre
- Andy Parks - basso
- Brian Vodinh - batteria, voce (5)